# Marianne Santini Fabri
Marianne Santini Fabri o Marianna Santini Fabri (Bologna, 18 giugno 1715 – Bologna, 5 agosto 1787) è stata una scrittrice e poetessa italiana.

## Biografia
Marianne Santini nasce a Bologna nel 1715, primogenita delle tre figlie del facoltoso medico Giovanni Maria Santini e di sua moglie Maria Caterina Balbi, sorella di Paolo Balbi, anch'egli medico e docente di fama dell'Università di Bologna.
Come le sorelle, riceve l'istruzione tradizionalmente riservata alle fanciulle: canto, musica, disegno, ricamo e poesia. A diciannove anni va in sposa ad Alessandro Fabri (1691-1768), meno giovane di lei di oltre vent'anni. Avviato inizialmente dal padre alla carriera giuridica, Fabri abbandona poi questi studi per seguire le proprie inclinazioni letterarie; viene ammesso a diverse accademie (tra gli Arcadi è conosciuto con il nome di Timecrate), scrive diverse e apprezzate orazioni e poesie e riceve incarichi pubblici prestigiosi, fra cui quello di cancelliere del Senato di Bologna.
Quando i due si sposano, condividono la comune passione per le lettere e per la poesia. Marianna si dedica alla scrittura nel tempo libero che le rimane, la sera, dopo essersi presa cura delle incombenze familiari e della crescita dei cinque figli, di cui solo due sopravvivranno dopo la sua morte. 
Marianna scrive sonetti, cantate, madrigali, oratori, poemi, soprattutto di ispirazione religiosa. Tra questi ultimi si ricorda Vita di Santa Caterina Vigri, in trentadue canti, e Vita di Gesù in sonetti. Tradusse i cosiddetti Salmi penitenziali, le Lamentazioni del profeta Geremia, le Litanie di Maria Vergine.
Al contrario di quelle del marito, scomparso nel 1768, la sua attività e la sua produzione rimangono nell'ombra.
Muore il 5 agosto 1787 all'età di settant'anni. Una sua raccolta di poesie, Saggio di rime devote e morali (1788), viene pubblicata postuma, l'anno successivo alla sua scomparsa, grazie ai suoi due figli, Gianpaolo e don Francesco, che aggiungono nella premessa alcune notizie sulla sua vita.
Un suo ritratto all'acquaforte, ad opera dell'incisore Giovanni Battista Roncovassaglia (fl. 1748-1779), è conservato al Museo internazionale e biblioteca della musica di Bologna.

## Ricezione
Riferimenti all'opera e alla biografia dell'autrice, tratti dall'introduzione della sua raccolta poetica, vennero riportati nel 1789 nelle Notizie degli scrittori bolognesi dello storico e biografo Giovanni Fantuzzi, nella Storia della letteratura italiana nel secolo XVIII (1829) dello storico e letterato Antonio Lombardi, primo bibliotecario del duca di Modena, e più tardi negli Annali di Salvatore Muzzi: agli inizi del Novecento, sotto il nome di "Mariannina Fabbri", è citata da Cirillo Berardi nel suo Poesia religiosa nel settecento, come autrice di Vita di Gesù.